# Affoltern am Albis
Affoltern am Albis (gzu. Affoltere, Afzgi, Affzgi) – miasto i gmina (Politische Gemeinde) w północnej Szwajcarii, w kantonie Zurych, siedziba administracyjna  okręgu (Bezirk) Affoltern. Leży w paśmie gór Albis.

## Demografia
W Affoltern am Albis mieszka 12 588 osób. W 2021 roku 29,8% populacji gminy stanowiły osoby urodzone poza Szwajcarią.

## Transport
Przez teren miasta przebiegają autostrada A4 oraz droga główna nr 382.